# Juan Halty
Juan José Halty Sarobe (* 7. Juni 1989 in Santiago) ist ein ehemaliger chilenischer Fußballspieler auf der Position eines Torwarts.

## Karriere

### Verein
Juan Halty begann seine Karriere 2005 bei Audax Italiano und wechselte 2009 zu Universidad de Chile. Außerdem spielte er noch für Curicó Unido und zum Karriereausklang für Trasandino. Nach dem Ende seiner aktiven Laufbahn wurde er Torwarttrainer.

### Nationalmannschaft
Halty stand 2008 im Kader der U20-Nationalmannschaft, wurde aber nicht für die U20-Südamerikameisterschaft im Folgejahr nominiert.

## Erfolge
Universidad de Chile
- Chilenischer Meister: 2009-A